# Richard Møller Nielsen

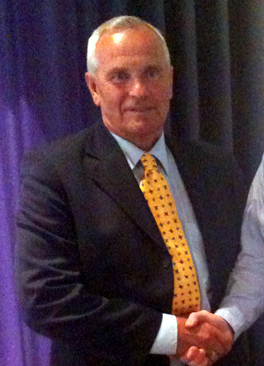
Richard Møller Nielsen (2010)

Richard Møller Nielsen, född 19 augusti 1937 i Ubberud i Odense kommun, död 13 februari 2014 i Odense, var en dansk fotbollstränare.
Richard Møller Nielsen vann två danska mästerskap med Odense BK (1977 och 1982) och var förbundskapten när Danmark sensationellt vann EM-guld 1992. Filmen Sommaren 92 handlar om bragden och händelserna de föregående åren när Møller Nielsen var hårt kritiserad av dansk media. Ulrich Thomsen gestaltar huvudrollen som Møller Nielsen i filmen.

## Tränaruppdrag
- Odense BK (1964-1968, 1975-1985)
- Danmarks U21-herrlandslag i fotboll (1980-1989)
- Danmarks herrlandslag i fotboll (1990-1996)
- Finlands herrlandslag i fotboll (1996-1999)
- Israels herrlandslag i fotboll (2000-2001)